# Josef Pavliš
Josef Pavliš – czeski bokser, srebrny medalista Mistrzostw Czech 2013 w Jiczynie oraz brązowy medalista Mistrzostw Czech 2010 w Prościejowie. W lipcu 2012 zdobył złoty medal w kategorii średniej, wygrywając Grand Prix Słowacji.

## Kariera
W grudniu 2010 zdobył brązowy medal na Mistrzostwach Czech w Prościejowie. W ćwierćfinale mistrzostw pokonał na punkty (8:4) Zbynka Spoustę, a w półfinale przegrał z Michalem Vodárkiem. W listopadzie 2011 ponownie startował na krajowych mistrzostwach. W ćwierćfinale pokonał go na punkty Milan Šátek.
W marcu 2012 zajął 4. miejsce w turnieju Vienna Box Cup. W półfinale pokonał go na punkty Arbi Tscherkajev, a w walce o trzecie miejsce Artem Masliy. W maju 2012 był uczestnikiem turnieju Beogradski Pobednik w Belgradzie. W ćwierćfinale przegrał na punkty ze Szkotem Kieranem Smithem, odpadając z rywalizacji. W czerwcu 2012 zwyciężył w Grand Prix Słowacji, pokonując w finale kategorii średniej Austriaka Arbiego Tscherkajeva. W grudniu tego samego roku rywalizował na krajowych mistrzostwach, sięgając ćwierćfinału.
W grudniu 2013 został wicemistrzem Czech w kategorii średniej. W półfinale pokonał na punkty (2:1) Emila Kocveldę, a w finale przegrał z rodakiem Michalem Vodárkiem.
W 2014 rywalizował na Mistrzostwach Czech w Pilźnie oraz na Grand Prix Czech, kończąc udziały na ćwierćfinałach. Na mistrzostwach Czech 2014 przegrał z Vítem Králem, a na Grand Prix Czech z Ormianinem Armanem Hovhikyanem.